# Lepenac (Brus)
Lepenac (em cirílico: Лепенац) é uma vila da Sérvia localizada no município de Brus, pertencente ao distrito de Rasina. A sua população era de 868 habitantes segundo o censo de 2011.

## Demografia
| 1948 | 1953 | 1961 | 1971 | 1981 | 1991 | 2002 | 2011 |
| ---- | ---- | ---- | ---- | ---- | ---- | ---- | ---- |
| 981  | 1023 | 1014 | 934  | 953  | 991  | 932  | 868  |